# Magnus Adlerstam
Magnus Adlerstam, ursprungligen Valtinson, född 14 juli 1717, död 14 maj 1803, var en svensk ämbetsman.

## Biografi
Magnus Adlerstam föddes ofrälse som son till hovrättsrådet Adrian Valtinsson, som adlades av Fredrik I men avled före introduktionen på riddarhuset. Magnus och hans två bröder adlades därför igen 1767 med namnet Adlerstam. Modern Anna Helena Bunge var dotter till borgarståndets talman, borgmästaren i Stockholm Jakob Bunge och var Bureättling.
År 1736 inträdde Magnus Adlerstam i Kommerskollegium som extra ordinarie kanslist, och blev året därefter auskultant i Svea hovrätt. Han fortsatte i Kommerskollegium där han 1755 blev advokatfiskal och 1762 assessor. Han blev 1780, efter att han adlats, kommerseråd.
Adlerstam var ledamot av Patriotiska sällskapet och deltog i stiftandet av Musikaliska akademien, vars första sekreterare han blev. Han var ledamot nummer 15.